# Château d'Erxleben

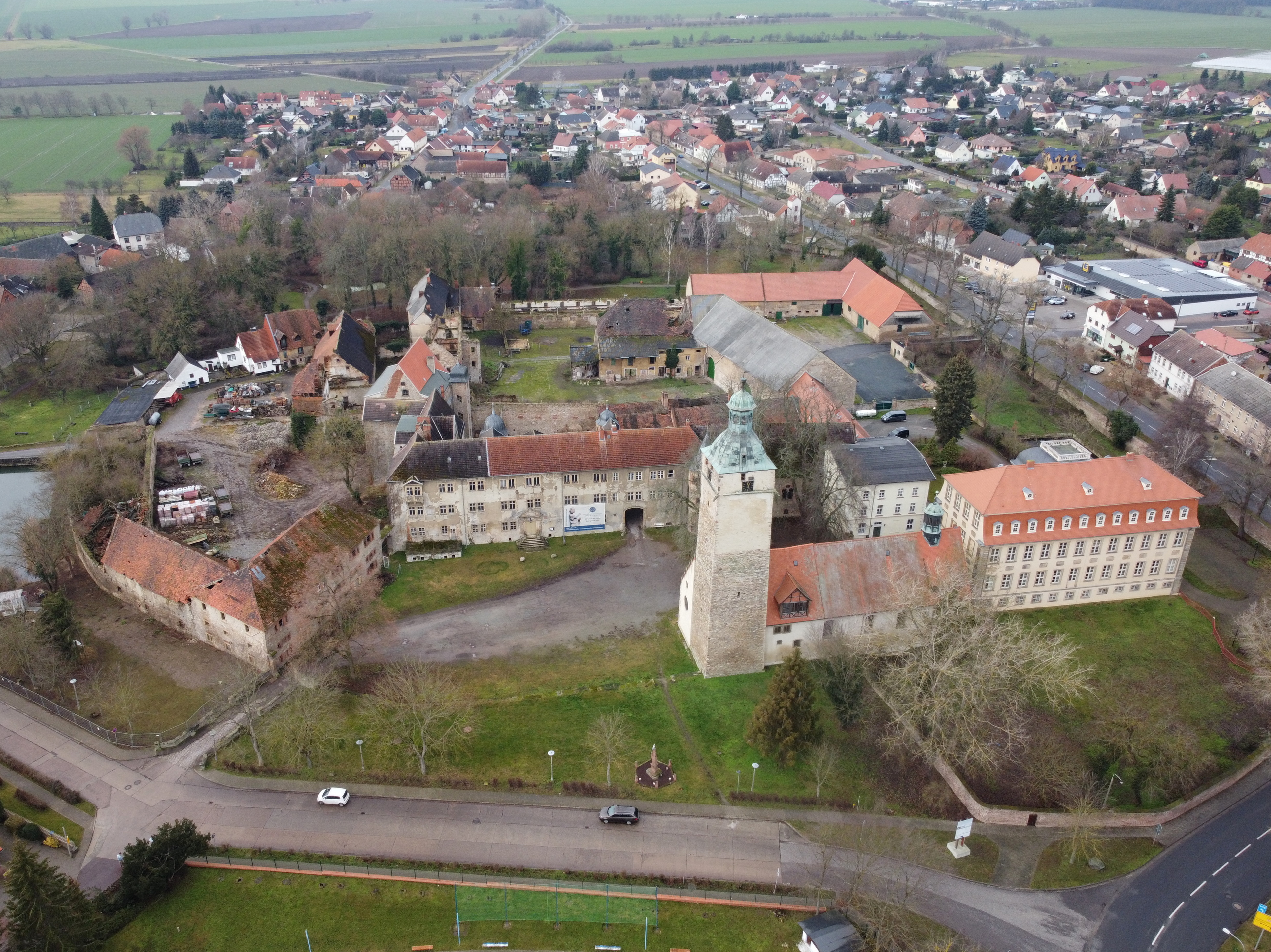
Château d'Erxleben en 2020 en photo aérienne

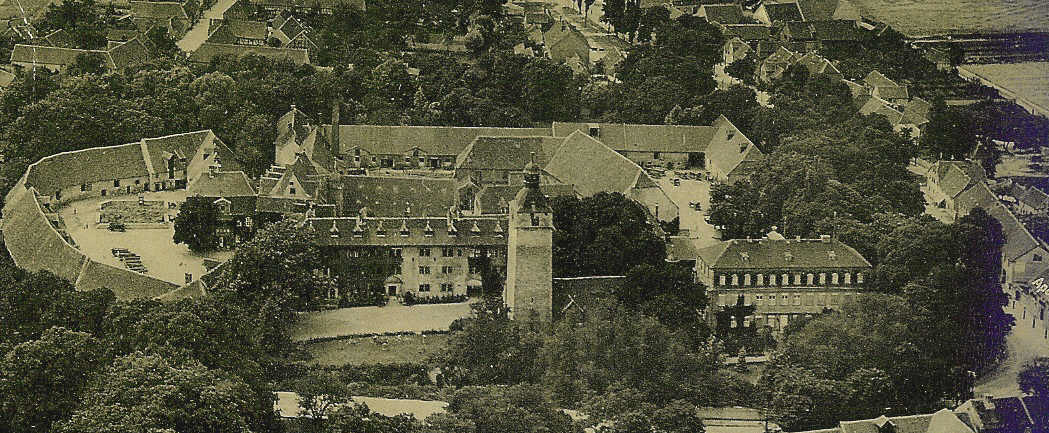
Château d'Erxleben - vue aérienne vers 1935 : à gauche le château Renaissance d'Erxleben II avec manoir, à droite le château baroque Erxleben I avec manoir, au milieu la chapelle du château avec la tour Hausmann

Le château d'Erxleben est un complexe de châteaux située à Erxleben, issu d'une forteresse médiévale sur l'ancienne route militaire (de) entre Brunswick et Magdebourg. Il est la propriété de la famille von Alvensleben depuis 1282.

## Moyen Âge

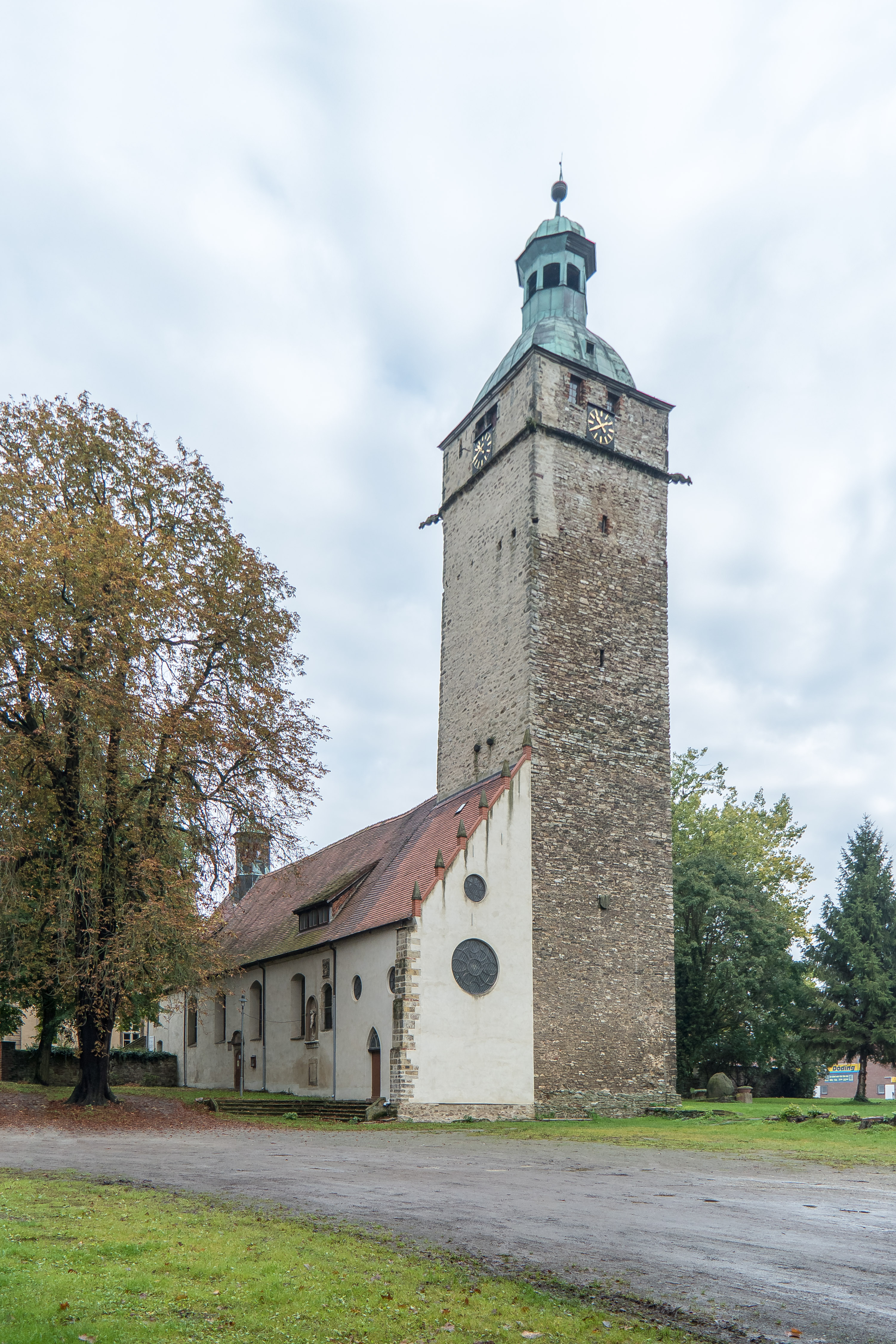
Chapelle du château et tour d'huissier.

Le château d'Erxleben est un château de plaine (de) avec des douves et des remparts. La première construction pourrait avoir eu lieu peu après l'an 1100. En 1166, l'archevêque Wichmann de Magdebourg achète le château stratégiquement important. En 1214 (ou 1218), il est détruite par l'empereur Othon IV le Guelfe dans sa lutte contre les Hohenstaufen. Vers 1270, au plus tard en 1282, il pourrait être devenu la propriété du chevalier Gérard II d'Alvensleben (mentionné entre 1251 et 1283), qui vit encore à cette époque dans le château voisin d'Alvensleben (de).
Vers 1300, son petit-fils Frédéric d'Alvensleben (de) est le dernier maître des Templiers dans les pays germaniques et slaves. Le château est souvent disputé au Moyen Âge. En 1317, le margrave de Brandebourg Valdemar et l'archevêque de Magdebourg Burchard l'assiégent ; en 1319 à nouveau l'archevêque et en 1352 la bourgeoisie de Magdebourg, où le château est incendié. En 1399, un tiers du château est mis en gage au duc Frédéric Ier de Brunswick (1357/58-1400). S'ensuit une période très agitée, au cours de laquelle Erxleben est exposée à des vendettas incessantes, des dévastations et des mises en gage. En 1441, les ducs Henri II de Brunswick et Othon IV de Lunebourg tirent sur le château et le brûlent, mais ne le prennent pas. Les gages passent en différentes mains jusqu'à ce qu'ils soient finalement rachetés en 1505 par Busso IX d'Alvensleben (mort en 1534). Erxleben reste une enclave brandebourgeoise et un avant-poste stratégique à l'intersection d'importantes routes militaires au sein de l'archevêché de Magdebourg, près des frontières de l'évêché d'Halberstadt et de la principauté de Brunswick-Wolfenbüttel. La famille d'Alvensleben occupe divers offices judiciaires dans les États de Brandebourg, Magdebourg et Halberstadt.

## Division en 1554
Le bâtiment central de l'ancien château II est l'avant-château du XVe siècle avec le Nouveau Cabinet (de) datant de 1430. L'ensemble est modifié après un incendie en 1526. En 1553, la lignée rouge des Alvensleben, qui possède Erxleben jusqu'alors, s'éteint et le château est transmis par héritage à la lignée blanche et à la lignée noire de la famille. Lors du partage, la lignée blanche (Erxleben I) reçoit la tour principale du château, démolie en 1785, la maison avec l'ancienne chapelle, l'ancien bâtiment en ruine jusqu'à la brasserie, la moitié de toutes les granges et écuries et l'espace entre les deux murs, de l'ancien mur transversal jusqu'à la porte près de la tour d'huissier. La ligne noire (Erxleben II) reçoit : le nouveau bâtiment d'habitation, la brasserie, le bâtiment au-dessus de la porte entre le bâtiment d'habitation et la tour, la moitié des granges et des écuries et la place avec l'avant-corps de la porte jusqu'à l'ancien mur transversal. La séparation des deux parties est assurée par un mur. Le tribunal d'Erxleben, avec ses nombreux villages agricoles, est contrôlé par les deux lignées, l'administration et la justice ont leur siège au château, les taxes en nature y sont livrées et transposées et, en temps de guerre, les habitants et tout le bétail trouvent refuge dans la grande enceinte du château. Depuis le XVIe siècle, deux grands domaines sont créés en gestion propre.

## Chapelle du château

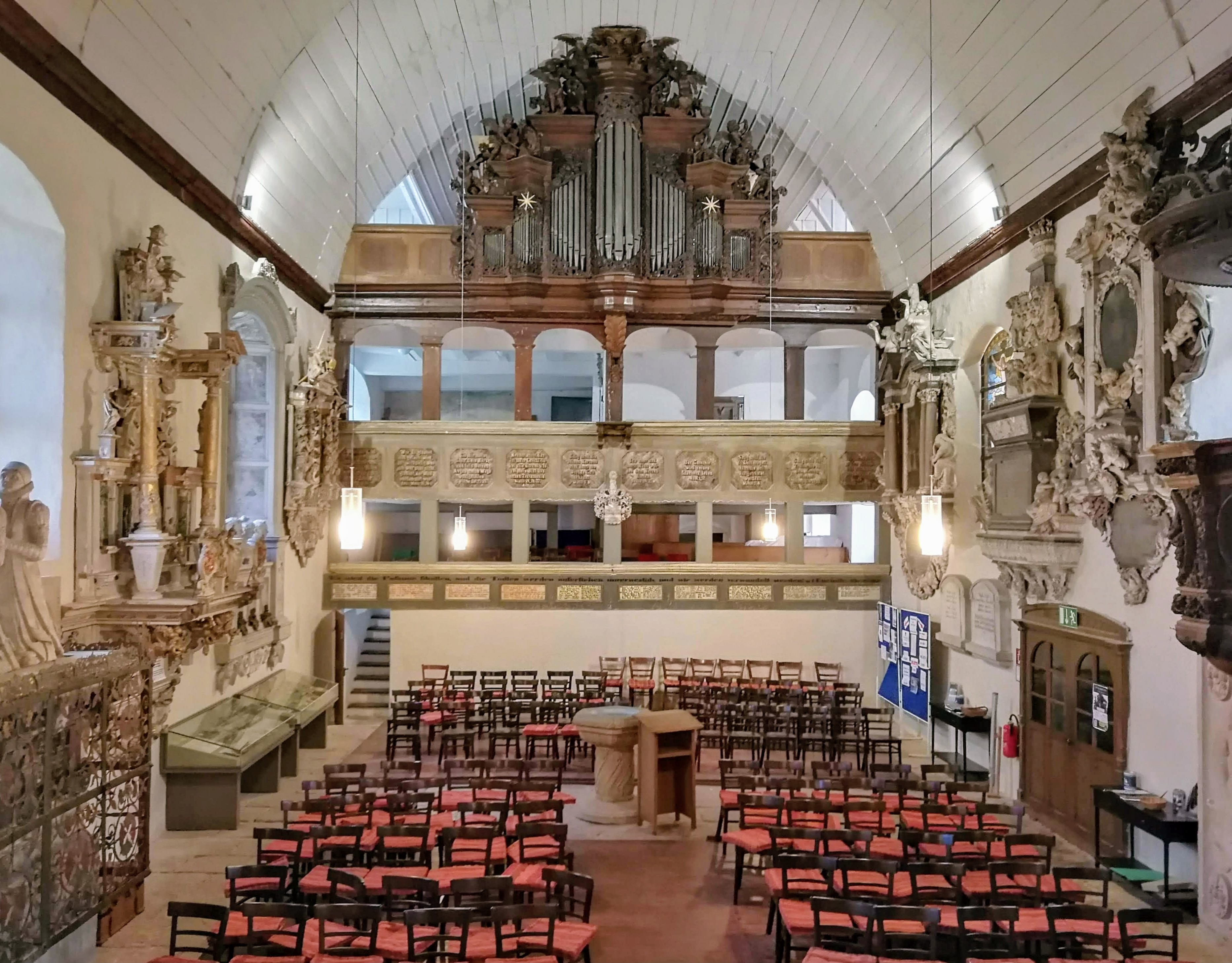
Intérieur avec vue sur l'orgue (2019)

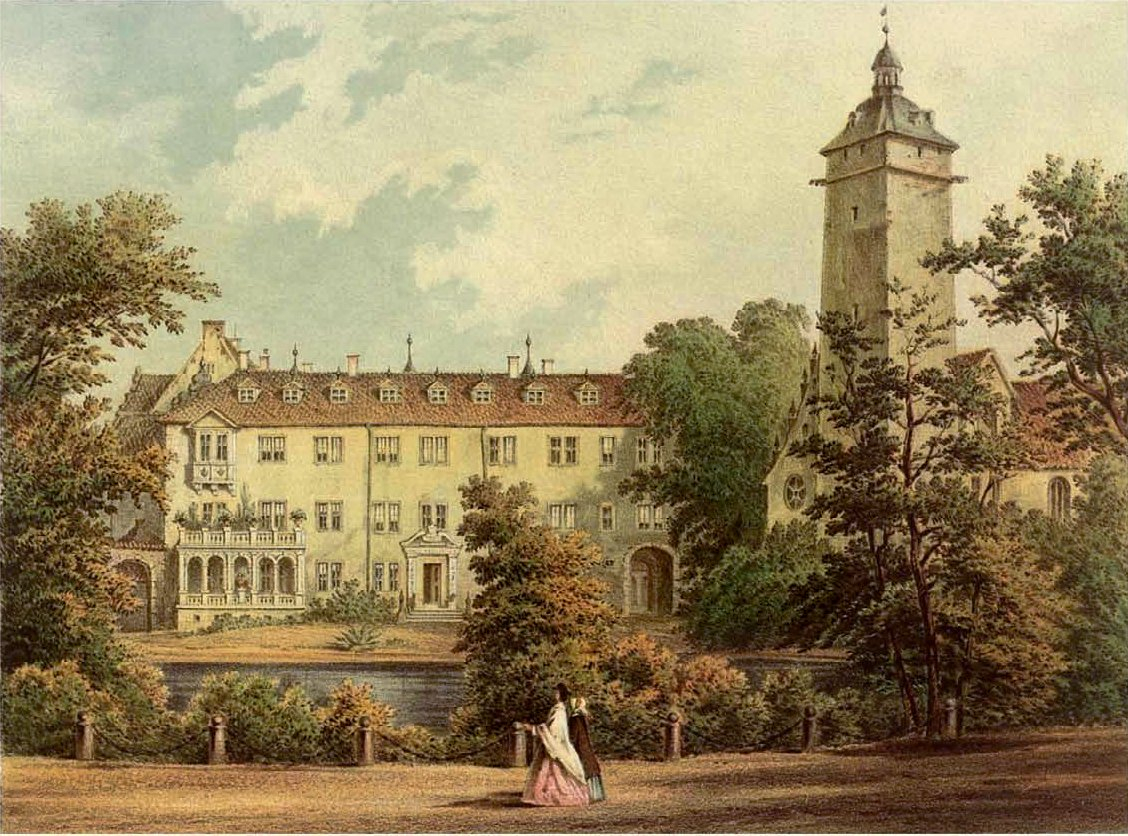
Château d'Erxleben II avec la Tour d'huissier vers 1866/67, Collection Alexander Duncker

Les deux lignées construisent une nouvelle chapelle commune du château, Saint-Godehard. Le gros œuvre de l'édifice est construit entre 1562 et 1564 sur la base de la tour médiévale Hausmann, couronnée d'une coupole Renaissance. L'expansion se poursuit jusqu'en 1580. Le premier service a lieu le 9 septembre 1582. Les maîtres d'ouvrage sont Joachim Ier d'Alvensleben (de) (1514-1588) de la lignée noire et Valentin d'Alvensleben (de) (1529-1594) de la lignée blanche, sur la base d'une fondation de Busso IX d'Alvensleben (mort en 1534).
En 1674, Gérard-Jean II d'Alvensleben (1642-1700) fait rénover l'église et construire le caveau en dessous. Joachim I est le premier seigneur du château à être enterré dans la chapelle. Avant cela, à l'époque catholique, les seigneurs d'Erxleben du château ont été enterrés pendant des siècles dans une chapelle funéraire de l'abbaye de Mariental près d'Helmstedt. De nombreuses autres générations de la famille d'Alvensleben succèdent à Joachim Ier jusqu'en 1928, date à laquelle le comte Albert d'Alvensleben-Schönborn (de) (1848–1928) y trouve sa dernière demeure. Les tombes sont creusées dans la roche sur plusieurs étages. Ainsi, la chapelle est richement meublée de pierres tombales et d'épitaphes de plusieurs siècles, qui ressemblent à une chronique familiale. Dans les années 1709/1710, la chapelle reçoit un nouvel orgue, construit par le célèbre facteur d'orgues de Magdebourg Heinrich Herbst (de) et son père. L'orgue a 24 registres sur deux claviers et pédalier. La chapelle a sa propre bibliothèque, la bibliothèque de la chapelle avec environ 2200 volumes, qui a été offerte par les deux lignées au XVIe siècle.
Après la fin de la guerre en 1945, l'intérieur de la chapelle - sous occupation soviétique - est gravement endommagé, notamment l'orgue, ses tuyaux, l'autel et les épitaphes. Les chaises sont brûlées. Les deux caveaux des familles d'Alvensleben et Särge sont ouverts de force. Après une restauration de fortune, l'église du château devient propriété de la paroisse protestante en 1951 et sert d'église catholique de 1953 à 1996. Au fil des années et des décennies, les dommages au toit et à la charpente se sont aggravés et affectent également l'orgue. Un "cercle de soutien de l'église du château d'Erxleben", fondé en 1998 à l'initiative de Joachim d'Alvensleben, s'efforce avec succès de préserver ce précieux monument culturel. La rénovation de l'église du château commence la même année. La restauration de l'orgue et de la façade, pour laquelle des experts renommés peuvent être recrutés, se déroule de 2015 à l'automne 2019. L'orgue rénové est inauguré en octobre 2019 avec un service festif dans l'église du château,. Tout est financé par des dons, des subventions et des contributions personnelles des membres. La publication commémorative et donc la restauration de l'orgue reçoivent une critique très positive dans la célèbre revue spécialisée ARS ORGANI. En 2020, le Premier -présidentministre de Saxe-Anhalt, Reiner Haseloff, décerne à la seconde présidente de l'association, Hildegard Bernick, l'insigne d'honneur de l'État de Saxe-Anhalt (de) pour ses services.
Environ les trois quarts du stock de la bibliothèque de la chapelle sont conservés et sont maintenant combinés avec les restes des bibliothèques d'Alvensleben (de) au château d'Hundisburg (de).

## Tour d'huissier
La tour de la chapelle est l'ancienne tour d'huissier (de) de 50 mètres de haut, l'emblème d'Erxleben, avec une vue qui s'étend de la cathédrale de Magdebourg aux montagnes du Harz. Elle servait autrefois de tour de guet et gardait le pont principal sur les douves, qui est à l'origine juste à côté et est mentionné pour la première fois en 1339. Selon les recherches d'Hugo Prejawa (de) (1905), il est construit avant 1319. Selon d'autres recherches, un bâtiment antérieur existait déjà vers 920. Il ne devrait initialement avoir que 28 mètres de haut, au début du XVe siècle augmenté et au milieu du XVIIe siècle à avoir été couronné d'un chapeau de queue baroque et d'une lanterne. En haut, un gardien de la tour vit jusqu'au XIXe siècle. En 1950, la tour est restaurée (couverture en ardoise) et en 1998, elle reçoit une nouvelle boule de tour.

## Autres bâtiments

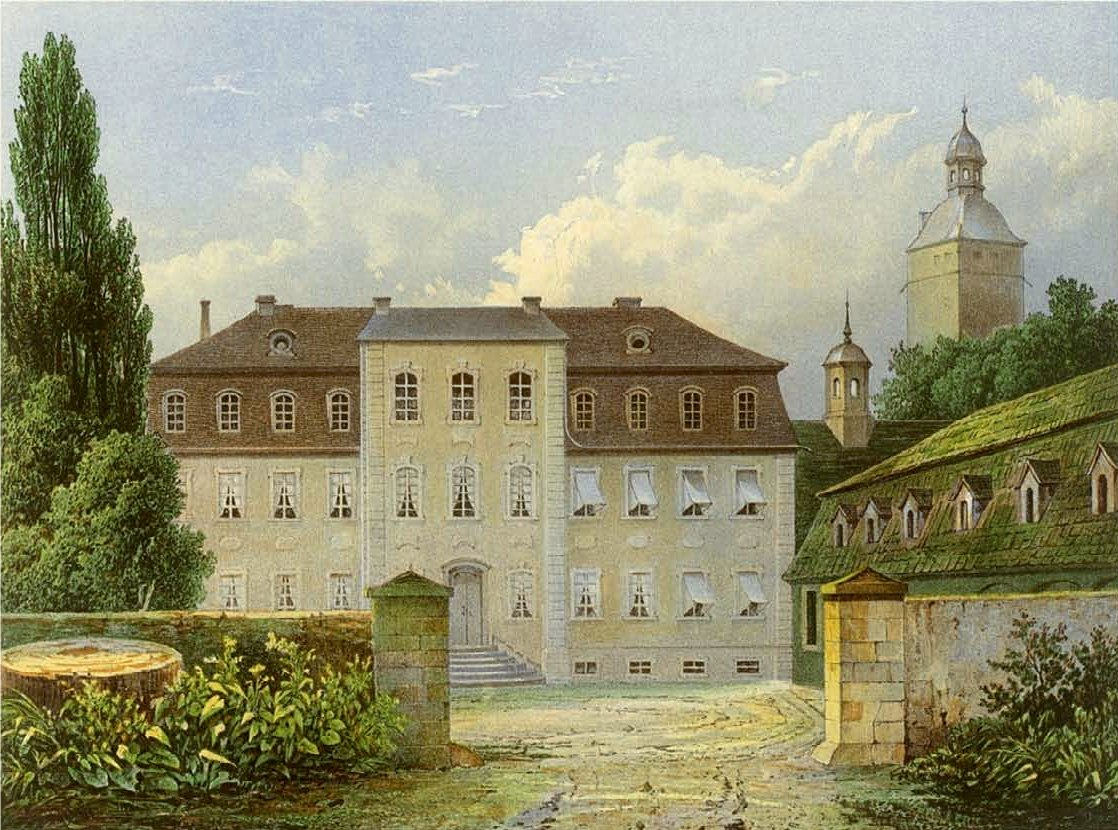
Château d'Erxleben I vers 1857/58, Collection Alexander Duncker

Après la division de 1554, c'est surtout Joachim Ier d'Alvensleben (de) qui fait construire d'autres bâtiments. Il s'agit entre autres du bâtiement Joachim et de la cour de service. Le château possède deux hautes tours médiévales, dont l'une est démolie vers 1785. Depuis l'époque de la Renaissance, les bâtiments d'habitation ont de hauts toits ornés de lucarnes. Sous Gérard-Jean II d'Alvensleben, le château d'Erxleben II est profondément rénové de 1679 à 1682, les pignons sont supprimés et les formes des toits simplifiées. Frédéric-Auguste II d'Alvensleben (1750-1813) fait construire de 1782 à 1784 le château d'Erxleben I de style baroque tardif.
En 1840, la façade du château d'Erxleben est dotée d'un oriel à balcon à deux étages. En 1905, le bâtiment de la bibliothèque est construit comme transformation d'une ancienne grange avec une tour d'escalier, dans le style du château de Dankwarderode (de) reconstruit à l'époque. C'est ici qu'est installée la précieuse bibliothèque constituée depuis Joachim Ier d'Alvensleben (1514-1588), un érudit, réformateur et diplomate, la bibliothèque féodale sur laquelle toute la famille a des droits. Outre des lettres d'allégeance, elle contient une importante collection de livres du début de l'humanisme d'environ 4700 volumes, avec des incunables, des premiers imprimés et quelques unica. À cela s'ajoute la bibliothèque allodiale ou de fidéicommis d'Erxleben II avec environ 7 000 livres, principalement des XVIIIe et XIXe siècles. Des armes anciennes et des pièces de collection ainsi que des tableaux d'armoiries peints sont également exposés à la manière d'une chambre des raretés. Les parties conservées des bibliothèques d'Alvensleben (de) sont aujourd'hui réinstallées au château d'Hundisburg (de), où la bibliothèque féodale se trouve déjà au XVIIIe siècle. Les locaux de la bibliothèque d'Erxleben abritent aujourd'hui la salle d'histoire locale "Burggalerie".
Les deux manoirs sont expropriés en 1945 - après presque 700 ans - par la réforme agraire dans la zone d'occupation soviétique. Le château baroque d'Erxleben I est maintenant utilisé pour l'antenne de la communauté de communes de Flechtingen (de). Le grand édifice Renaissance du château d'Erxleben II, dans lequel s'est installé un lycée après la Seconde Guerre mondiale, est vide depuis plusieurs années et risque fort de s'effondrer par endroits. La communauté en tant que propriétaire essaie de le préserver avec l'aide de la Fondation allemande pour la protection des monuments. La famille d'Alvensleben a racheté une partie du domaine forestier.

## Dessins de reconstruction par Anco Wigboldus

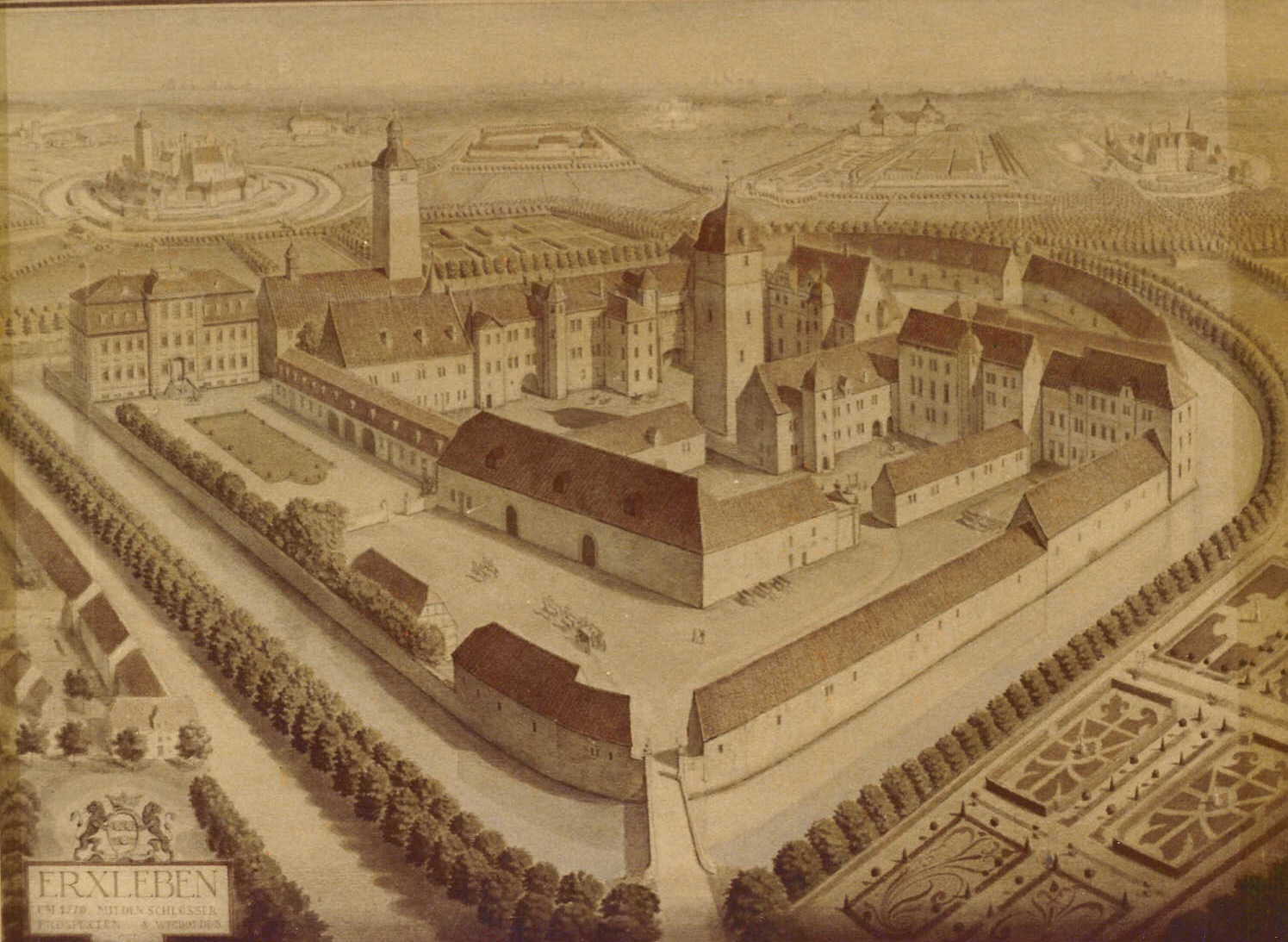
Erxleben vers 1785; Dessin d'Anco Wigboldus

En 1935 et 1936, l'historien de l'art Udo d'Alvensleben-Wittenmoor (1897-1962) et le peintre néerlandais Anco Wigboldus réalisent deux dessins qui montrent l'état de l'ensemble du complexe en 1785 et 1910.

### Vue de 1785
La première vue représente le château d'Erxleben du nord-ouest. Elle est située après la construction du château baroque Erxleben I et avant la démolition du donjon au centre du château. Au premier plan, on voit les bâtiments d'Erxleben I, à droite le château plus ancien de la lignée blanche, habité de 1554 à 1784, et devant celui-ci le jardin correspondant. Au-delà du donjon se trouve le château médiéval d'Erxleben II avec quatre tours d'escalier, dans lequel la lignée noire des Alvensleben a vécu jusqu'en 1945. Leur cour de service, l'ancien avant-château, se prolonge en demi-cercle vers le sud. Derrière le château, on voit la chapelle du château, la tour Hausmann et les jardins d'Erxleben II.

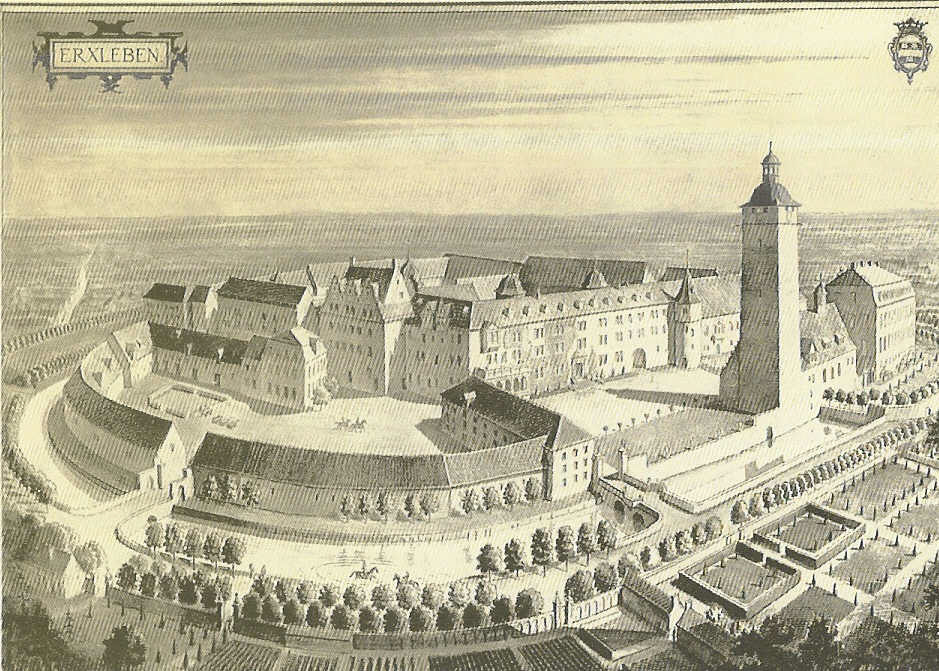
Erxleben vers 1910; Dessin d'Anco Wigboldus

### Vue de 1910
La deuxième vue montre le château depuis le sud-est, dans l'état de 1910. Au premier plan, on voit le demi-cercle de la cour de service, aménagée par Joachim Ier, surplombée à gauche par le château Erxleben I, qui n'est plus habité depuis 1784. Suit le vaste château d'Erxleben II, commençant par le bâtiment à hauts pignons de Joachim et se poursuivant jusqu'au-delà de la tour d'escalier de la bibliothèque, aménagée en 1905. À droite, devant, se trouve la tour d'huissier, qui protégeait à l'origine la porte du château et trois ponts-levis successifs. Derrière, on peut voir la chapelle du château et le château baroque d'Erxleben I.

## Sauvetage d'œuvres d'art de la cathédrale de Magdebourg au château d'Erxleben
Pendant la Seconde Guerre mondiale, sous l'effet de l'augmentation des bombardements sur les villes allemandes, des déménagements de décorations intérieures particulièrement précieuses de cathédrales et d'autres édifices religieux sont organisés pour pour protéger les objets d'art. En août 1943, après sélection par le conservateur provincial Hermann Giesau (de), les objets suivants sont transférés de la cathédrale de Magdebourg à Erxleben : les stalles gothiques du chœur, l'autel à trois ailes de Saint-Nicolas et les deux vitraux de la cathédrale du professeur Fritz Geiges (de) avec l'histoire de la cathédrale et la Réforme à Magdebourg. Ces biens culturels sont entrés dans l'église du château, dans les salles de la bibliothèque et dans le domaine. Avant le passage de l'occupation britannique à l'occupation soviétique, les trésors d'art sont transportés à Pattensen en Basse-Saxe en juin 1945 à l'initiative de la famille d'Alvensleben, qui a été prévenue, et de là au dépôt d'art du château de Celle (de). En 1954, ils retournent à Magdebourg. Cependant, les deux vitraux ne sont pas réinstallés dans la cathédrale et sont considérés comme « perdus. »